# Almalafa
Almalafa és una partida d'horta del municipi de Castelló de la Plana (Plana Alta). Al llibre Tombatossals, de Josep Pascual Tirado (1930), apareix com a territori del Baró d'Almalafa.

## Límits[3][calcitació]
- Nord: amb el camí Vell de la Mar. Limita amb les partides de Gumbau i Patos.
- Sud: amb el camí de Villamargo i l'Escorredera de Vinatxell (Camí de la Tèrmica). Limita amb les partides de Villamargo i Vinatxell.
- Est: amb el camí del Serrallo (E-28 i E-27).
- Oest: amb la ronda de circumvalació entre el Camí de Sant Josep i el Camí Vell de la Mar. Limita amb el nucli urbà de Castelló.

## Etimologia
L'origen del nom és aràbic i prové de la presència musulmana en aquestes terres durant molts anys. Almalafa (popularment dit de vegades Malafa) prové del terme "al-malláha", que significa de la salina, fent referència a una salina o un terreny salabrós.